# 도초 고란리 매향비
도초 고란리 매향비는 대한민국 전라남도 신안군 도초면 고란리에 있는 매향비이다. 2009년 12월 16일 신안군의 향토유적 제7호로 지정되었다.

## 개요
비문은 자연석에 글씨를 쓸 수 있도록 표면을 고르게 정리한 다음 구획을 정하여 글씨를 새겼다.